# رنه کلینگ بیل
رنه کلینگ بیل (انگلیسی: René Klingbeil؛ زادهٔ ۲ آوریل ۱۹۸۱) بازیکن فوتبال اهل آلمان است.
از باشگاه‌هایی که در آن بازی کرده‌است می‌توان به باشگاه فوتبال وایکینگ، باشگاه فوتبال هامبورگ، باشگاه فوتبال کارل زایس ینا، باشگاه فوتبال ارتسگبیرگ آئو، و باشگاه فوتبال بروسیا مونشن‌گلادباخ اشاره کرد.